# Seidenzwirnmühle

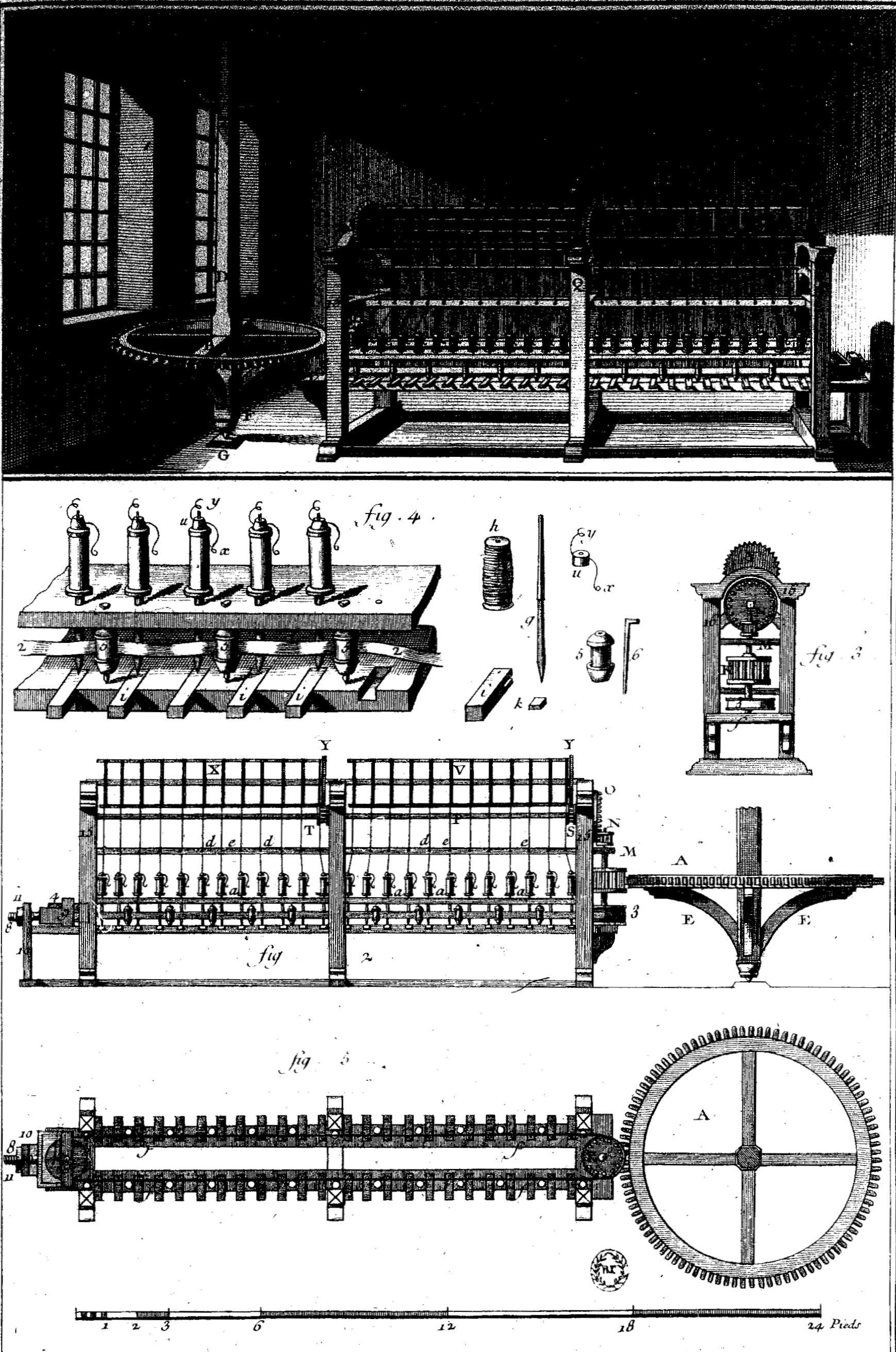
Große französische Seidenzwirnmühle mit Getriebe

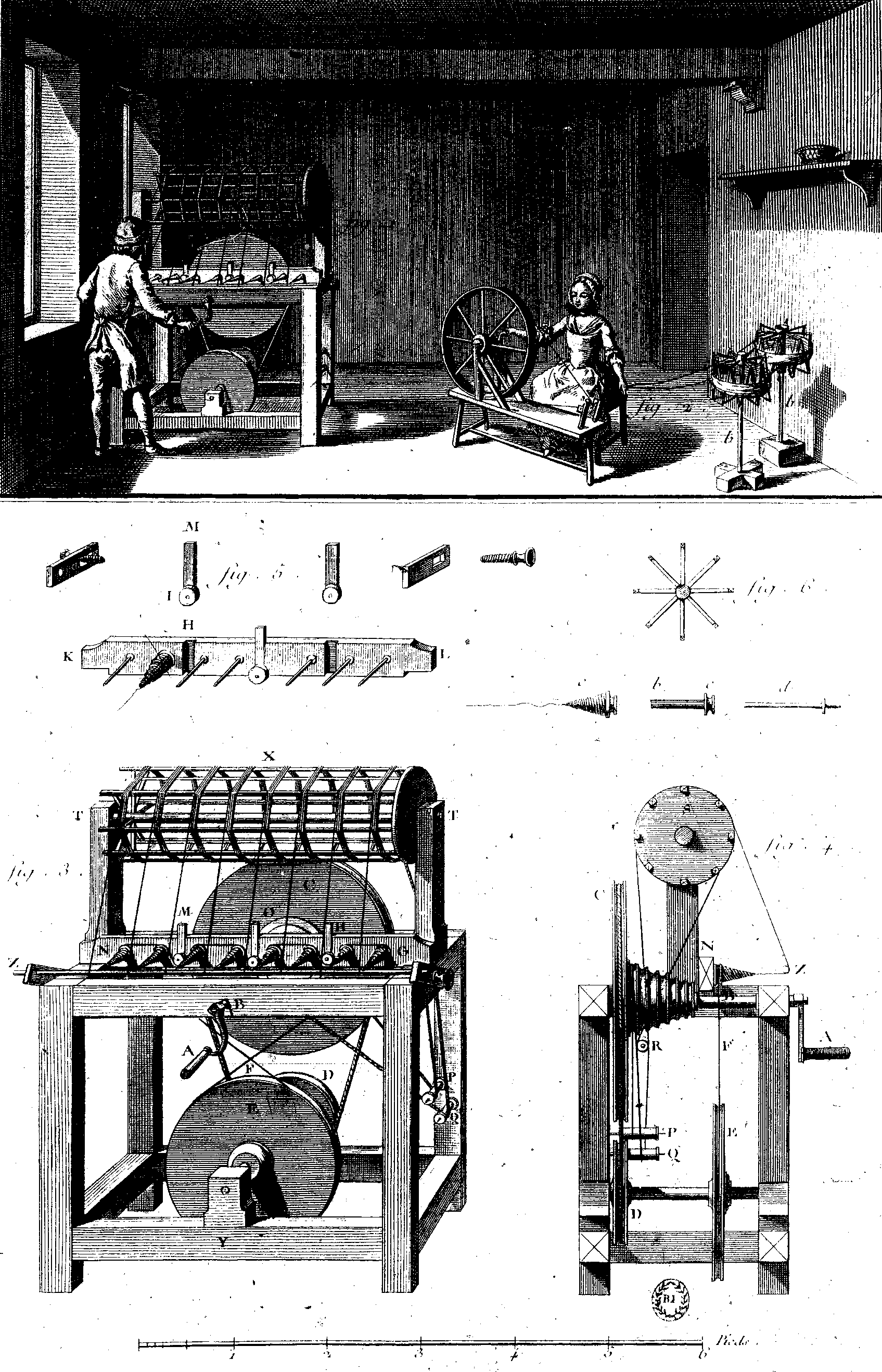
Seidenzwirnmühle mit Handkurbel

Seidenzwirnmühlen, auch Luccheser Filatorium oder einfach Luccheser genannt,  dienten zum Verzwirnen von Haspelseide. In Europa wurden Zwirnmühlen dieser Art in Paris, Köln und vor allem Oberitalien ab dem 13. Jahrhundert betrieben. 
Die Seidenfäden wurden von Spulen durch aufgesetzte Drahtflügel zu zweit, dritt oder mehr verdrillt und auf Haspeln abgezogen, oder bereits vorhandener Drall wurde durch den Vorgang noch einmal verstärkt. 
Die Zwirnmühlen wurden durch ein Wasserrad, Göpel, manchmal wohl auch Treträder oder Handkurbeln angetrieben. Ein Filatorium mit 200 bis 240 gleichzeitig laufenden Spindeln bewirkte eine 25- bis 50fache Produktivitätssteigerung gegenüber Handarbeit.